# José María Félez Carreras
José María Félez Carreras (Alcorisa, Teruel, 30 de marzo de 1932-Alcorisa, Teruel, 23 de julio de 2020) fue un fiscal y profesor universitario español. Fiscal jefe del Tribunal Superior de Justicia de Navarra (1990-2003)

## Biografía
Tras licenciarse en Derecho por la Universidad de Zaragoza, ingresó en la carrera fiscal en 1960, siendo destinado a la Fiscalía de la Audiencia Territorial de Santa Cruz de Tenerife. En enero de 1962 ocupó la plaza de teniente fiscal de la Fiscalía de Vitoria, y en octubre de 1963 a la Fiscalía de Barcelona, donde ascendió a Abogado Fiscal (1965). En 1968 fue destinado a Pamplona, para cubrir la plaza de Abogado Fiscal en el Tribunal Superior de Justicia de Navarra. En 1990 fue nombrado Fiscal jefe del Tribunal Superior de Justicia de Navarra, donde permaneció 36 años, hasta su jubilación en 2003. Fue sustituido por Francisco Javier Muñoz Cuesta.
Casado con Mª Piedad González Molina. El matrimonio tuvo tres hijos. Una de sus hijas es también fiscal de Tribunal Superior de Justicia de Aragón, y una nieta, titular del juzgado de San Feliú de Llobregat.